# Hundrastyp
Hundrastyper är hundar med gemensamma fysiska särdrag och i många fall gemensamt ursprung. Det finns ingen exakt eller allmänt vedertagen taxonomi för hundrasers inbördes släktförhållanden. Vid gruppindelning av hundraser utgår de nationella kennelklubbarna och den internationella kennelfederationen Fédération Cynologique Internationale (FCI) från en kombination av bruksegenskaper, hundtyp och förmodat släktskap.
Man talar om en hundtyp när flera hundraser har gemensamma drag. Begreppet används även för att definiera hundar utan bestämd rasindelning. När man talar om hundrasers historia från tiden innan stamböcker började föras och rasklubbar bildas är det hundtyper man talar om; hundtyper som kan identifieras i olika historiska källor eller i arkeologiska fynd; hundtyper som med tiden delats upp i olika lokala populationer vilka i sin tur ligger till grund för många av dagens hundraser.

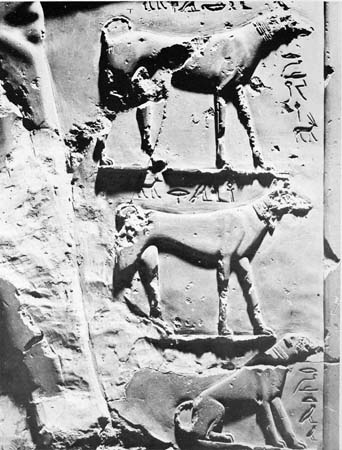
Tesem från farao Intef II:s grav i at-Tarif, 3000-talet fvt. Nu på Egyptiska museet i Kairo.

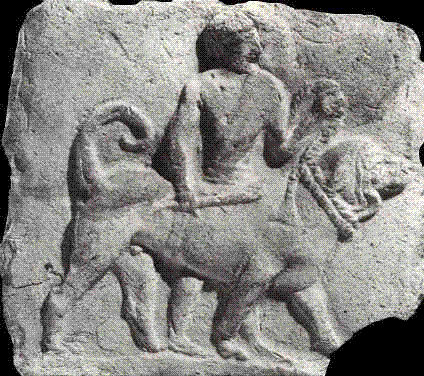
En relief med molosserhundar från Assurbanipals palats i Babylon, 700-talet fvt. Reliefen finns i British Museum i London.

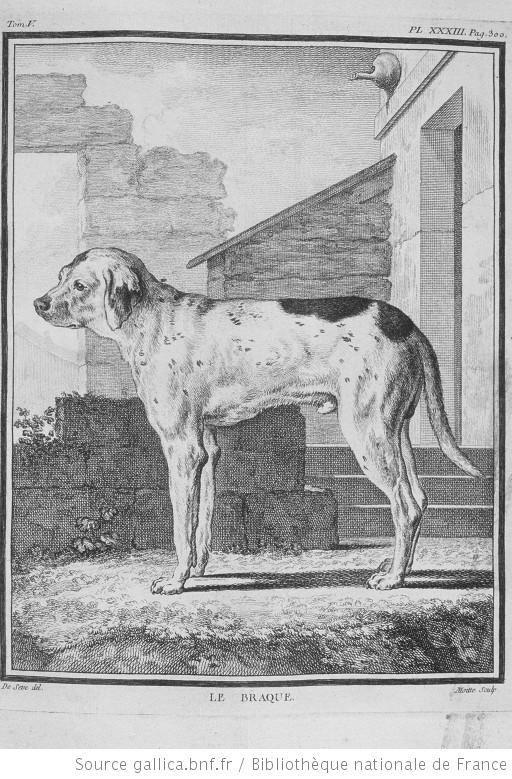
Braquehund av typen stående fågelhund.

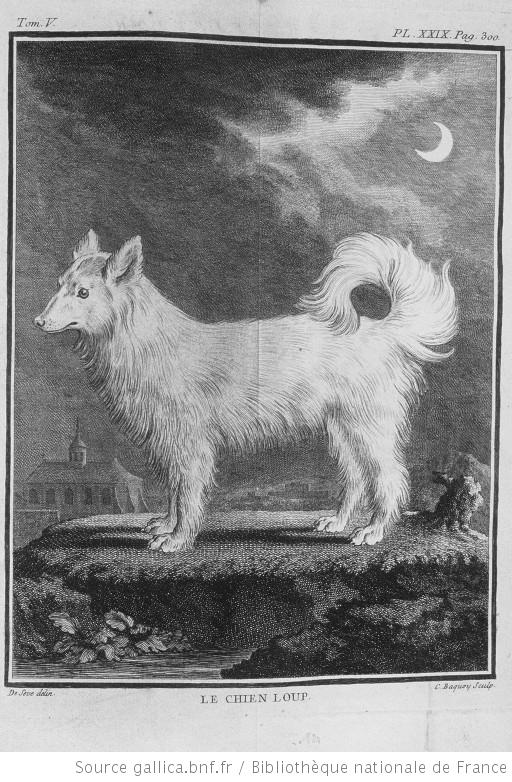
Europeisk spets (Chien Loup).

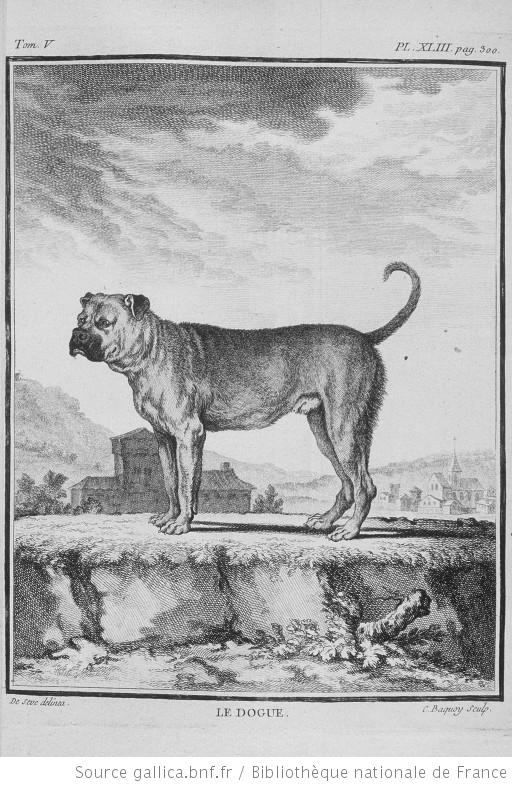
Molosserhund.

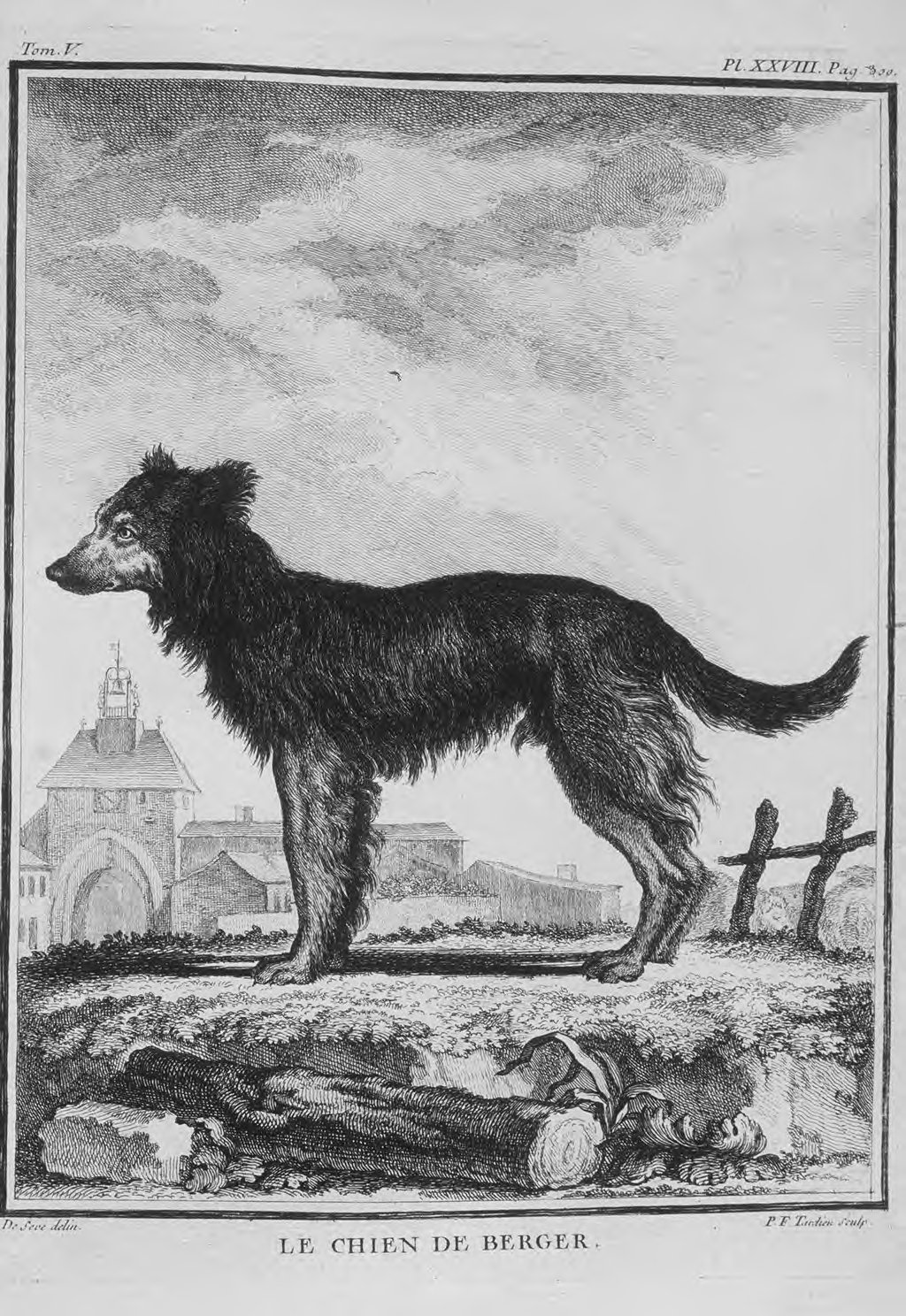
Vallhund.

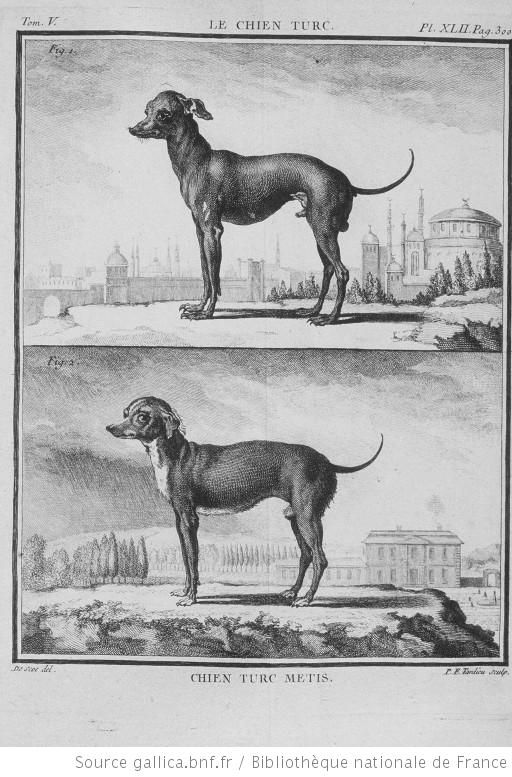
Chien Turc, en nakenhund av afrikanskt ursprung.

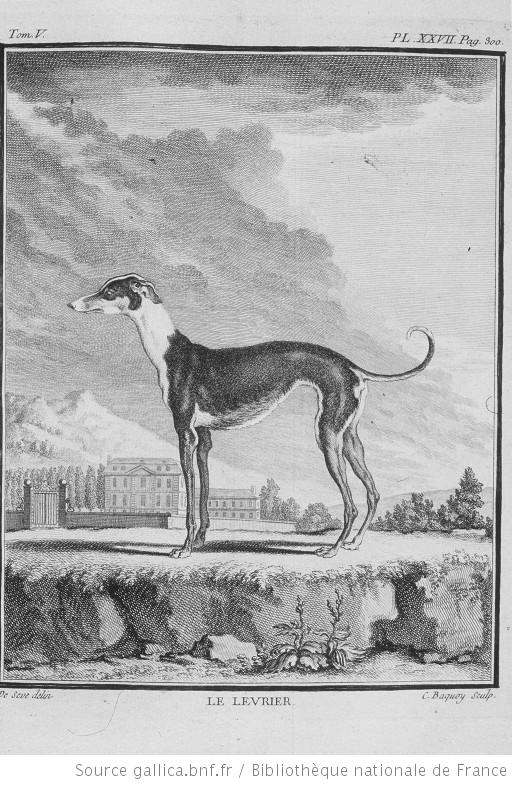
Vinthund (levrier). Alla tecknade bilder är från Georges-Louis Leclerc de Buffons (1707–1788) stora naturalhistoria från mitten av 1700-talet.

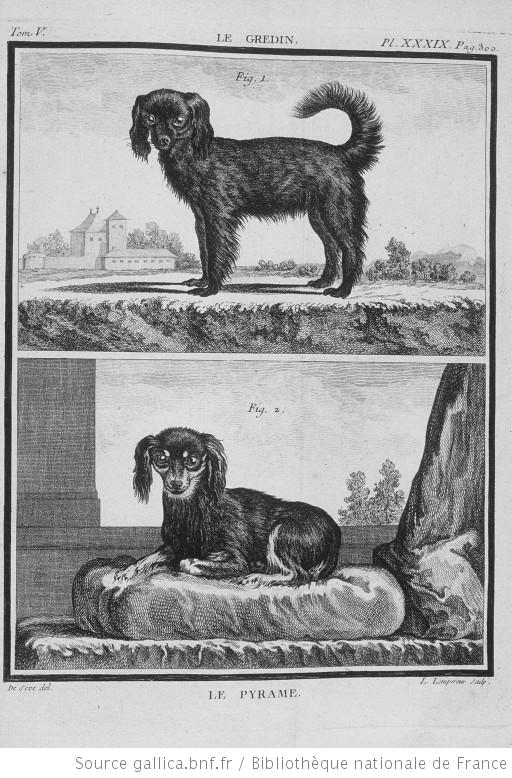
Kontinentala dvärgspanielar.

## Förhistoriska  och antika fynd
Huvudartiklar: Torvhund, Bronshund och Tesem
Redan under mesolitikum (mellanstenåldern) och neolitikum (yngre stenåldern) finns fynd som tyder på att olika hundtyper börjat utvecklas. Med hjälp av kraniologi har det gjorts försök att koppla fynden till nutida hundtyper. Stenåldershundarna kallas torvhundar. Den vanligaste typen Canis familiaris palustris hade likheter med pariahundar, spetshundar och terrier/pinscher. Canis familiaris inostranzewi var av en större och tyngre typ. Canis familiaris leinieri var vinthundsliknande. Canis familiaris poutiatini har tolkats som en schenzihund liknande dingon. Canis familiaris intermedius har liknats vid senare tiders braquehundar.
Från europeisk bronsålder finns fynd som brukar kallas bronshundar. Canis familiaris matris optimae var utbredd över hela Mellaneuropa och har tolkats som en föregångare till moderna vallhundar, likt tysk schäferhund. Från Norden finns några hundra år yngre fynd som tyder på stora, grövre spetshundar.
Från det forntida Egypten samt Mesopotamien finns en lång rad fynd som visar på förekomsten av olika hundtyper. Den vanligaste typen kallas tesem och finns både som relief och som mumie; den påminner om en vinthundsliknande pariahund. Andra typer som finns avbildade är taxliknande och andra hundar med dvärgväxtmutation, spetsliknande pariahundar, braquehundar för drevjakt och stora molosserhundar.

## Historiska försök till indelningar
Den förste som försökte göra en systematisk indelning av olika hundtyper var Elisabet I av Englands livmedikus John Caius (1510–1573) i De Canibus Britannicis 1570, översatt till engelska 1576 (Of Englishe Dogges). I hans efterföljd kom Georges-Louis Leclerc de Buffon (1707–1788) och hans stora naturalhistoria Histoire naturelle, générale et particulière (1749–1788) samt Carl von Linné (1707–1778) i skriften Cynographia eller Beskrifvning om Hunden 1753. Buffon gjorde ett försök att systematisera hundtyperna i ett översiktligt schema, där man skulle kunna se deras inbördes släktskap, men resultatet liknar en tankekarta med flera alternativa förbindelser. 1763 systematiserade den brittiske zoologen Thomas Pennant (1726–1798) John Caius beskrivningar närmare i verket British Zoology och 1793 gjorde han detsamma med Buffons i verket History of Quadropeds.

### Cynographia
1753 delade Carl von Linné in hundarna i elva typer som han sammanför under rubriken Olikheter. Uppräkningen gör inte anspråk på att vara fullständig, Linné nöjer sig med "de förmämste": 1. Hushund (gårdshund, enligt beskrivningen närmast motsvarande en spetshund), 2. Jagthhund, 3. Windhund, 4. Blodhund, 5. Dogg (som dock enligt beskrivningen snarast motsvarar en pudel eller vattenhund), 6. Knähund, 7. Mopps, 8. Hanse (det vill säga tax), 9. Spansk Hund (det vill säga spaniel), 10. Rapphönse-Hund och 11. Naken Hund.

### British Zoology
I British Zoology 1763 gör Pennant efter Caius 1570 en uppdelning i tre huvudkategorier: 1. The most generous kinds, 2. Farm Dogs och 3. Mongrels. Till den första kategorin hör tre undergrupper: Dogs of chace (drivande hundar), Fowlers (fågelhundar) och Lap Dogs (knähundar). Till de drivande hundarna räknar Pennant dem som benämns Hounds och dem som inte har den benämningen. Till dem som kallas hounds räknar han Terrier, Harrier och Blood hound (blodhund). Till övriga drivande hundar räknar han Gaze hound (vinthundar, hundar som jagar med synen), Grey hound, Leviner eller Lyemmer (med dagens stavning Limer, det vill säga viltspårhundar) samt Tumbler. Någon riktig förklaring till att han skiljer på greyhound och övriga vinthundar ges inte. Tumblern beskrivs som en hund som inte jagar utan lurpassar på sitt byte och liknas vid en mager lurcher.
Till fågelhundarna räknas Spaniel, Setter och Water spaniel or finder (vattenhundar). Till knähundarna räknas endast Spaniel gentle or comforter bland vilka Pennant särskilt nämner maltesern. Kategorin jordbrukshundar inbegriper Shepherd's dog (vallhundar) samt Mastiff or ban dog. Till mongrels eller curs (byrackorna) räknas tre typer: Wappe (gårdshundar), Turnspit (hundar med dvärgväxtmutation likt dachsbracke eller beagle) samt Dancer (hundar som gör konster som varieté- eller gatuunderhållning). Det här var alltså en uppdelning som utgick från brittiska förhållanden vid mitten av 1500-talet.

### History of Quadropeds
I History of Quadropeds 1793 gör Pennant en mer detaljerad uppdelning efter Buffon från mitten av 1700-talet: I. Shepherd's Dog/Le Chien de Berger, II. Hound/Le Chien courant, III. Spaniel, IV. Dogs with short pendent ears; long legs and bodies (Hundar med korta hängande öron, långa ben och kroppar) och V. Dogs with short pendent ears; short compact bodies; short noses; and generally short legs (Hundar med korta hängande öron, korta kompakta kroppar, korta nosar, och generellt korta ben).
Till den första gruppen räknar Pennant in spetshundarna Pomeranian/Le Chien Loup och Siberian Dog/Le Chien de Siberie. Till grupp två räknas Harrier/Braquehund/Le Braque, Dalmatian/Le Braque de Bengal, Turnspit/Le Basset och Water-dog/Le grand and le petit Barbet. Han nämner att spanielarna i grupp tre finns i olika storlekar som setting spaniels och springing spaniels samt de små knähundarna King Charles, Le Pyrame (för vilken han inte finner någon engelsk översättning; på bilden motsvarar den närmast en europeisk dvärgspaniel; en phalène men med mörk päls med tanteckning) samt Shock/Le Chien de Malte ou Bichon och Le Chien Lion.
Till de långbenta hundarna räknar Pennant Irish Gre-Hound/Le Matin, Common Gre-Hound/Le Levrier, med varianterna Italian Gre-Hound och Oriental (enligt beskrivningen närmast en saluki), Danish Dog/Le Grand Danois samt Mastiff. Till de små kompakta hundarna räknas Bull-Dog/Le Dogue, Pug Dog/Le Doquin (mops), Bastard Pug/Le Rouquet och slutligen Naked/Le chien Turk, det vill säga troligen samma tidigare kända nakenhund av afrikanskt ursprung som Linné tog med i sin uppräkning.

## Moderna försök till indelningar
Kynologer är ense om att ingen indelning i hundtyper kan bli exakt, man är inte överens om det exakta släktskapet mellan olika hundraser och hundtyper. Det blir många antaganden. En grov indelning som många kan vara överens om kan se ut så här; en indelning som täcker in alla tänkbara hundtyper och förekommande hundraser. Däremot är inte alla överens om var samtliga hundraser hör hemma.

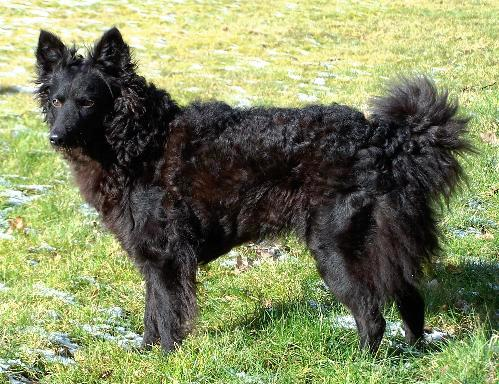
Vallhund: mudi.

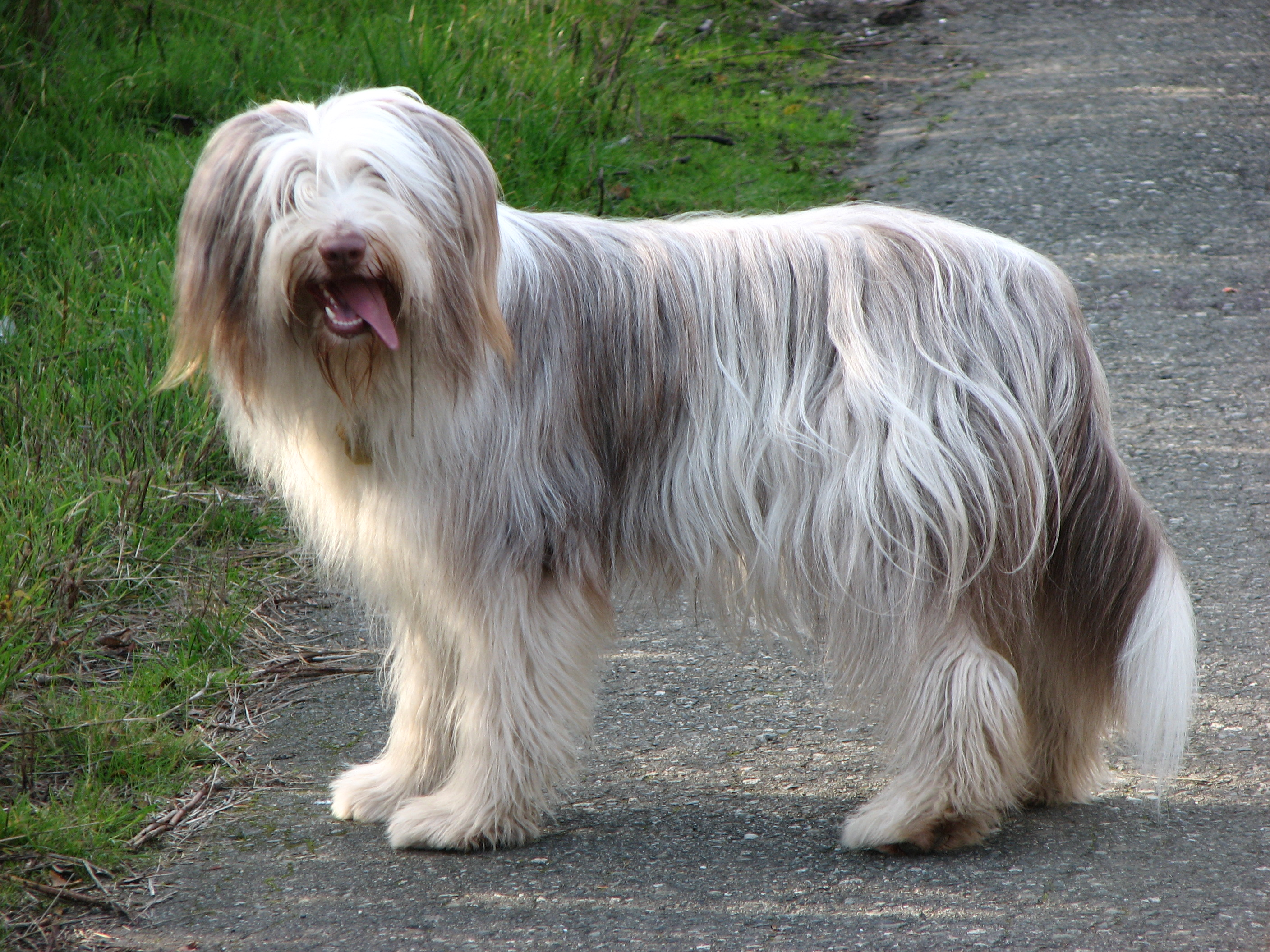
Vallhund: bearded collie.

### Vallhundar
Huvudartikel: Vallhund

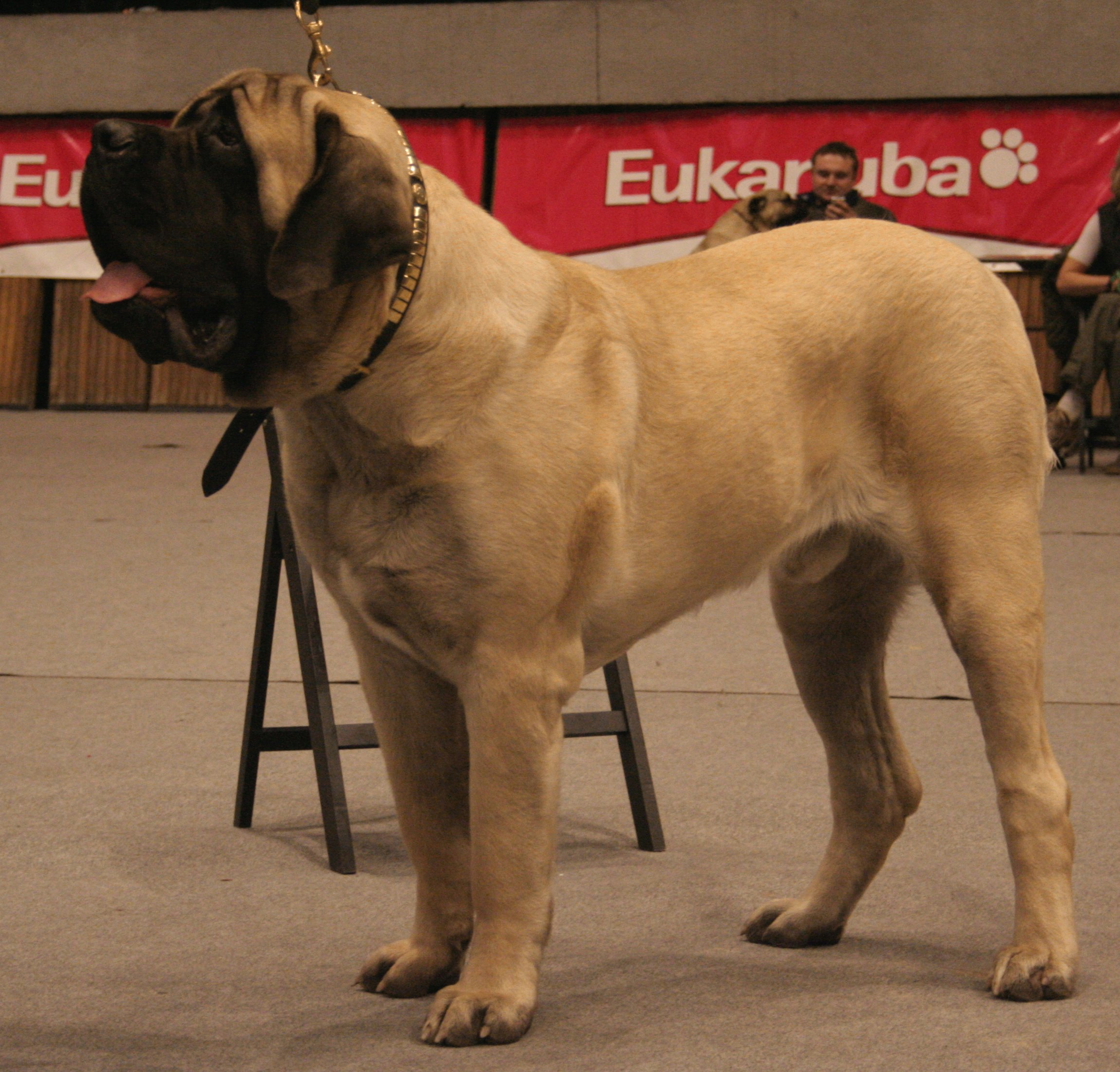
Molosserhund: mastiff.

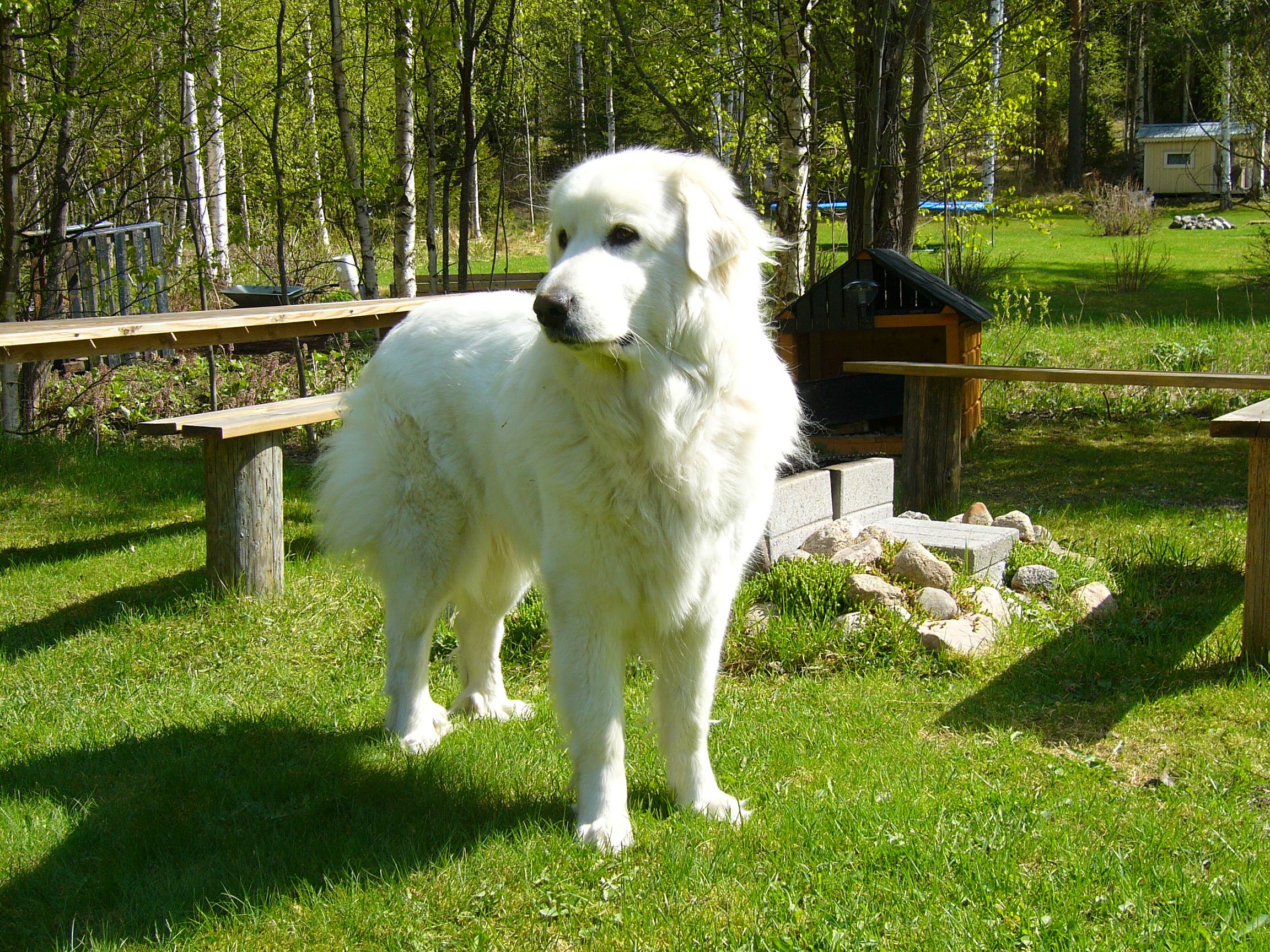
Boskapsvaktare: pyrenéerhund.

Vallhundar och vallande herdehundar finns i två grupper. Dels den europeiska som tros ha sitt ursprung i bronsålderns bronshundar, bland dessa kan nämnas tysk schäferhund och collie. Dessa finns som både kort-, lång- och strävhåriga och har i allmänhet upprättstående eller övervikta öron och avsmalnande nos. Den andra typen har hängande öron och är lång- eller ullhåriga. Dessa tros ha sitt ursprung i en centralasiatisk herdehund som rört sig västerut med folkvandringar. Till dessa hör både puli och bearded collie, ursprunget representeras kanske närmast av tibetansk terrier. Till den första gruppen räknas welsh corgi, lancashire heeler och schipperke, men det är omstritt ifall dessa kortbenta raser är dvärgväxtmutationer av vallhundar eller av spetshundar.

### Molosserhundar
Huvudartiklar: Molosserhund och Boskapsvaktare
Molosserhundar kallas även doggar, bulldoggar eller mastiffer. De finns av två slag; dels de korthåriga som kallas just molosserhundar, dels de långhåriga som kallas bergshundar eller boskapsvaktare. Man tror att ursprunget är de långhåriga som skall ha kommit från Centralasien. De med kortare päls skall ha uppstått när de kom till varmare länder. De äldsta avbildningarna är från Babylon på 700-talet fvt. I Grupp 1 Vall- boskaps- och herdehundar enligt FCI:s indelning finns flera raser som många kynologer anser borde höra hemma bland molosserhundarna istället för bland vallhundarna. Dessa är de vaktande herdehundarna maremmano abruzzese, polski owczarek podhalanski, kuvasz, ciobanesc romanesc carpatin, old english sheepdog, juzjnorusskaja ovtjarka och ciobanesc romanesc mioritic samt boskapshundarna bouvier des ardennes och bouvier des flandres. Förutom som boskapsvaktare har molosserhundar framförallt använts som vakthundar, stridshundar, kamphundar och jakthundar. Jaktmastiffen var av något lättare slag och hade till uppgift att vid drevjakter hålla fast bytet tills jägaren hann fram med sitt spjut. Till dvärgväxtmutationer av molosserhundar räknas engelsk bulldogg, fransk bulldogg och mops.

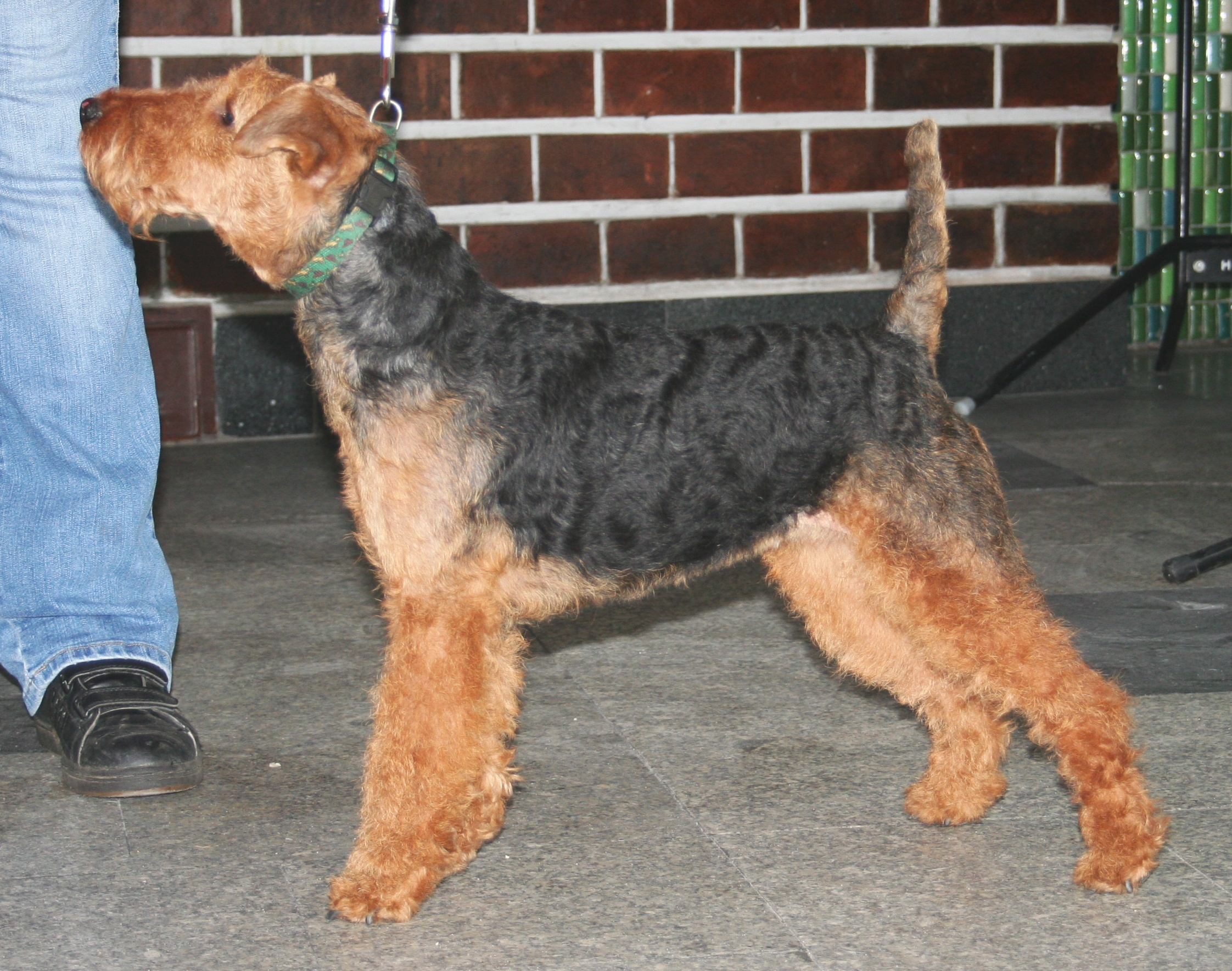
Terrier: welsh terrier.

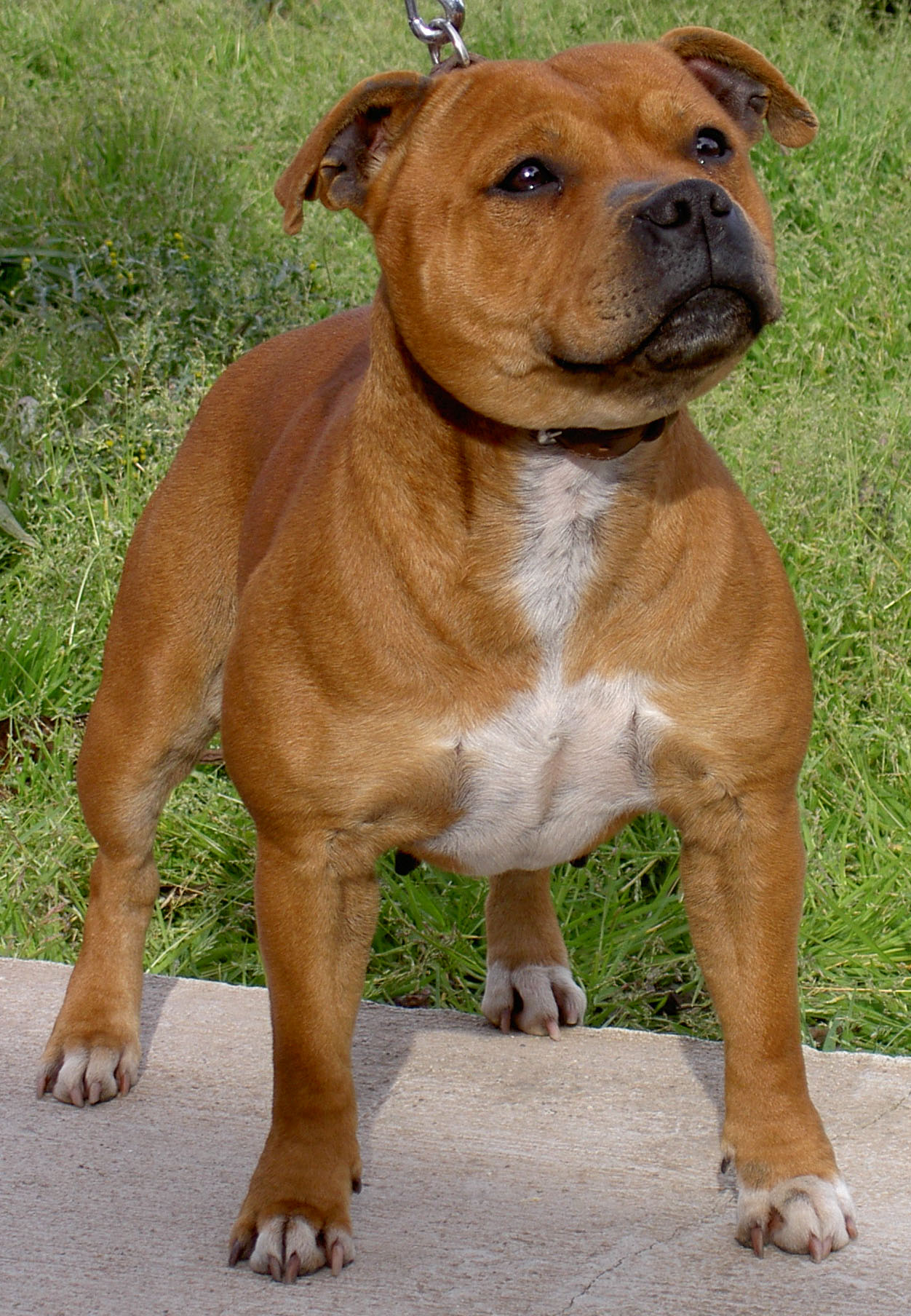
Terrier av bulldoggstyp: staffordshire bullterrier.

### Terrier
Huvudartikel: Terrier
Terrier omnämndes och beskrevs första gången av John Caius i De Canibus Britannicis 1570. De tros härstamma från stenålderns torvhundar. Terrierns traditionella användning har varit som grythund, gårdshund och råtthund. Den moderna terriern har skapats på Brittiska öarna och deras distinkta utseenden är följden av planerad avel och modern trimningskonst sedan de första hundutställningarna från mitten av 1800-talet. På kontinenten har de sin motsvarighet i schnauzer och pinscher som dock inte varit grythundar utan framförallt gårds-, stall- och råtthundar. En särskild version av terrier är de av molossertyp som härstammar från korsningen Bull and Terrier, bland andra staffordshire bullterrier.

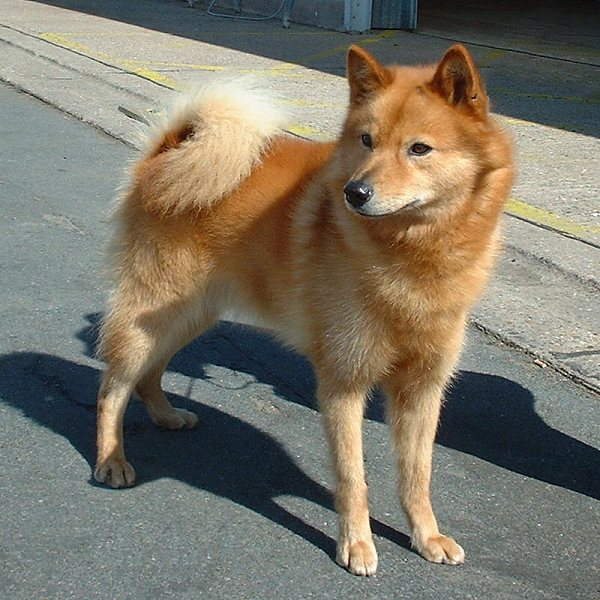
Spetshund finsk spets.

### Spetshundar
Huvudartikel: Spetshund
Spetshundarna känns igen på sitt korta kilformade huvud och den spetsade nosen. De har dubbelpäls med kraftig underull, upprättstående öron och nästan alltid svans som är ringlad över ryggen (undantaget vissa vallande spetsar som har naturlig stubbsvans, däribland dvärgformen västgötaspets). De är ursprungliga på hela norra halvklotet och tros härstamma från stenålderns torvhundar. De har en lång rad användningsområden: som gårds- och vallhundar för både tamfår, ren och nötboskap; som slädhundar, ställande hundar för jakt på högvilt samt som skällande fågelhundar för småviltjakt. Spetsarna delas in i nordliga spetsar, europeiska spetsar och asiatiska spetsar.

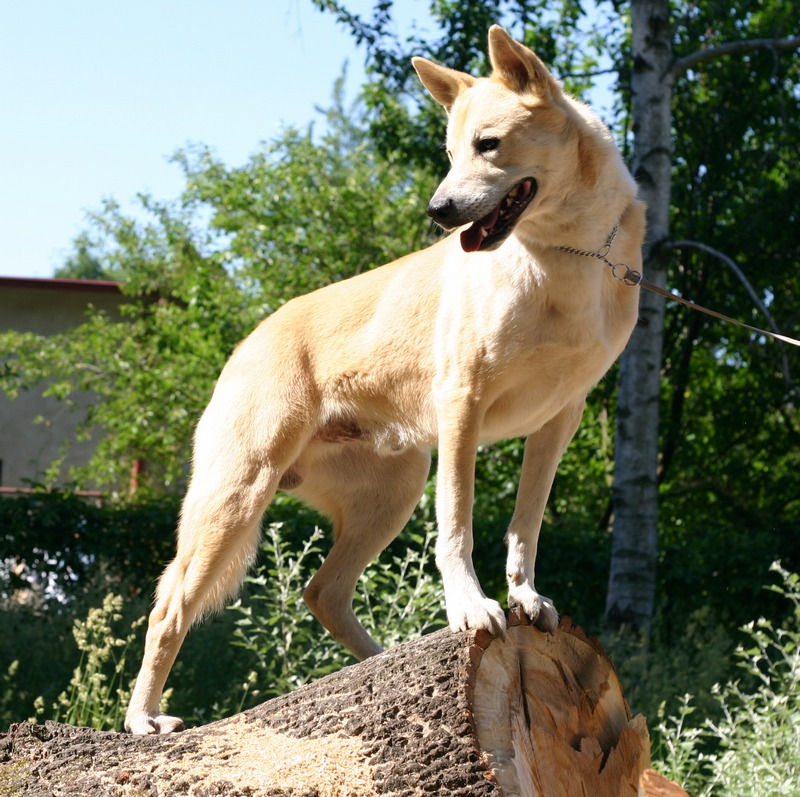
Pariahund av spetstyp: canaan dog.

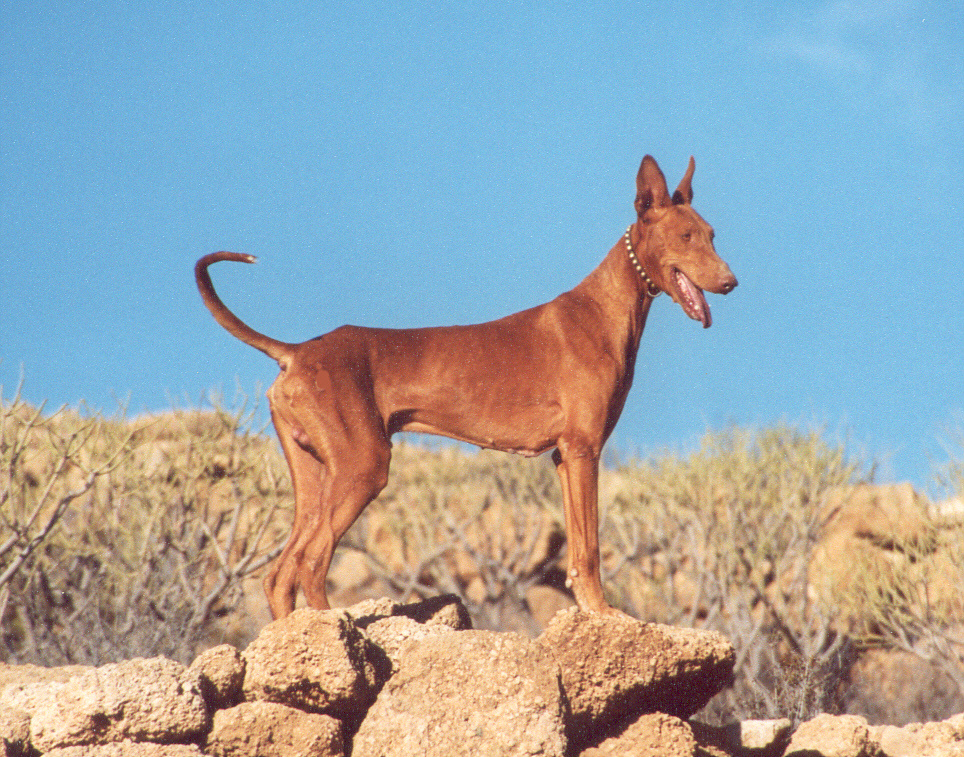
Pariahund av vinthundstyp: podenco canario.

### Pariahundar
Huvudartikel: Pariahund
Pariahundar eller hundar av urhundstyp är hundar som inte kommit lika långt i domesticeringen som övriga tamhundar. De minst domesticerade hundarna kallas schenzihundar. De kan till exempel inte skälla. Hit hör bland andra Australiens dingo, Nya Guineas sjungande hund och den afrikanska basenjin. Pariahundar finns av två typer; de spetsliknande till exempel canaan dog och de vinthundsliknande, som faraohunden.

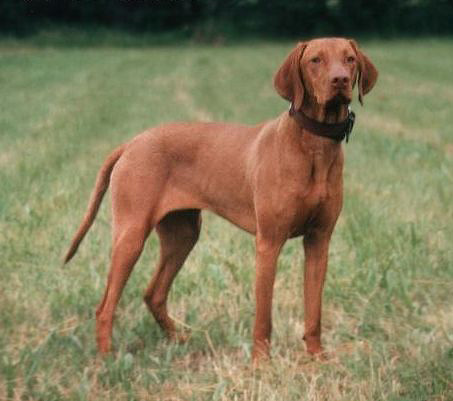
Braquehund, stående fågelhund: ungersk viszla.

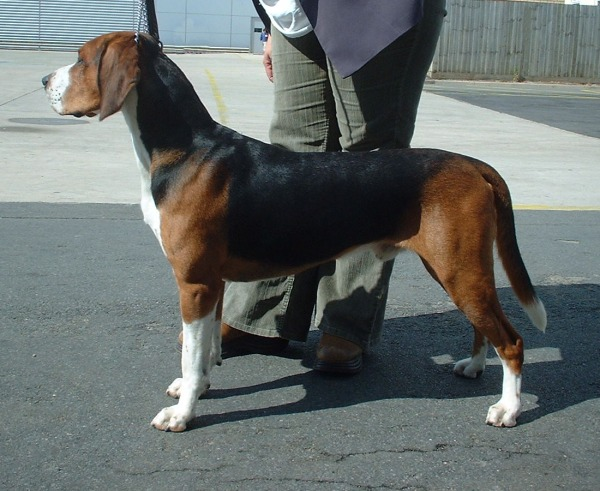
Braquehund, drivande hund: hamiltonstövare.

### Braquehundar
Huvudartikel: Braquehund
Braquehundar är jakthundar och finns av två slag; i Tyskland kallar man drivande hundar för bracke och i Frankrike går stående fågelhundar under beteckningen braque. De har hängande öronlappar och finns som korthåriga, strävhåriga eller stickelhåriga. De sträv- och stickelhåriga kallas ibland griffon. En ras, weimaranern, finns som långhårig. Beagle och basset är dvärgväxtmutationer av braquehundar. Numera är alltfler överens om att även taxen är det. Man vet inte om blodhunden långt tillbaka i sina anor har inslag av medeltida jaktmastiffer. Benfynd och bildfynd tyder på att braquehundar utvecklades redan under yngre stenåldern och fanns i det forntida Egypten.

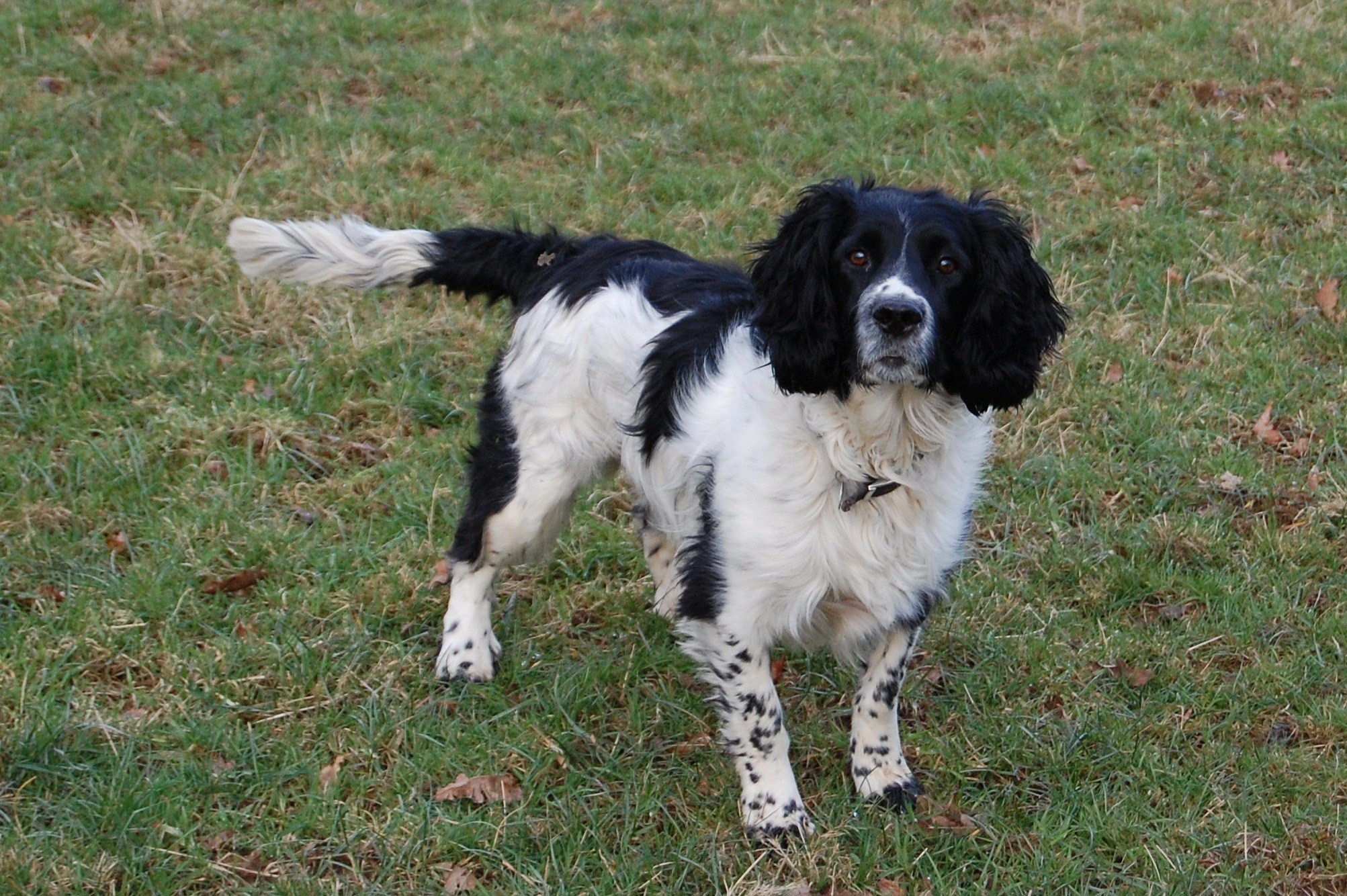
Spaniel: engelsk springer spaniel.

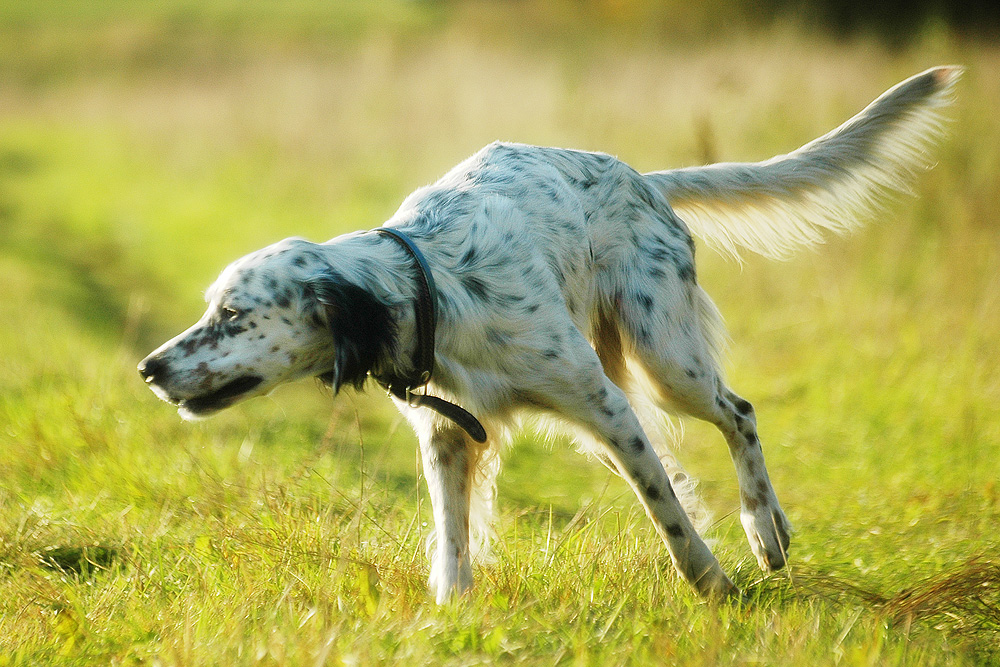
Setter: engelsk setter.

### Spanielar
Huvudartikel: Spaniel
En landspaniel är en kvadratisk eller lågställd hund med halvlång, mjuk, vågig päls, markerad panna (stop) och långa, hängande öron. Den finns i två huvudtyper: flushing eller springing spaniels som är stötande hundar och setting spaniels som är stående fågelhundar. Både de stötande spanielarna och de stående spanielarna av kontinental typ är även apporterande hundar. Begreppet setting spaniel är ursprung till typen setter som dock förmodligen har inslag av braquehund i sig. Namnet spaniel anses komma av fornfranskans espaignol, som står för spansk och typen tros ha spridits från kelternas enklav i nuvarande Asturien på 500-talet. Första gången ordet spaynel förekommer i skrift är under andra halvan av 1300-talet i en dikt av Geoffrey Chaucer (1343–1400).

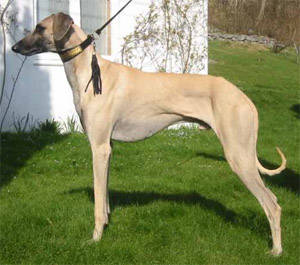
Vinthund: sloughi.

### Vinthundar
Huvudartikel: Vinthund
Vinthundar är smala, högbenta, strömlinjeformade hundar som är skapta för att springa snabbt och jaga med synen över relativt korta sträckor. Det finns avbildningar som liknar vinthundar från forntidens Egypten, Mesopotamien och från sumerernas epok varför man tror att hundtypen uppstått i Mellanöstern. Deras jaktstil lämpar sig också bäst för öppna vidder där synen betyder mer än luktsinnet. Vinthundarnas utbredningsområde sträcker sig dock från Indien över Mellanöstern och Ryssland till Brittiska öarna. Man tror att både romarna och kelterna varit inblandade i spridningen västerut.

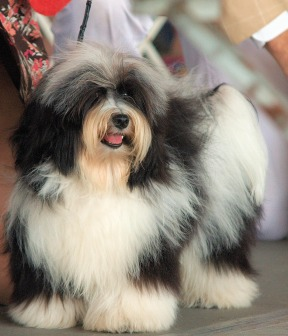
Dvärghund: bichon havanais.

### Dvärghundar
Huvudartikel: Dvärghund
Dvärghundar är ingen enhetlig hundtyp; dvärgväxta hundar har uppstått inom alla hundtyper och finns inte bara i gruppen sällskapshundar utan i flera rasgrupper. Dvärghundar finns av två typer: de som uppstått genom dvärgväxtmutation samt miniatyrhundar som uppstått genom att man avlat på små exemplar. Ett exempel på de förra är king charles spaniel och ett exempel på de senare är dvärgpudel. Ofta finns antaganden om vilken hundtyp som gett upphov till en viss dvärgmutation. Bland annat tror man att pekingese är en mutation av samma hundtyp som är ursprung till chow chow. När det gäller den europeiska dvärghunden malteser känner man inte till ursprunget, men man tror att dvärghundar av bichon-typ är resultatet av korsningar mellan malteser och barbet; bichon skall vara en kortform av barbichon.

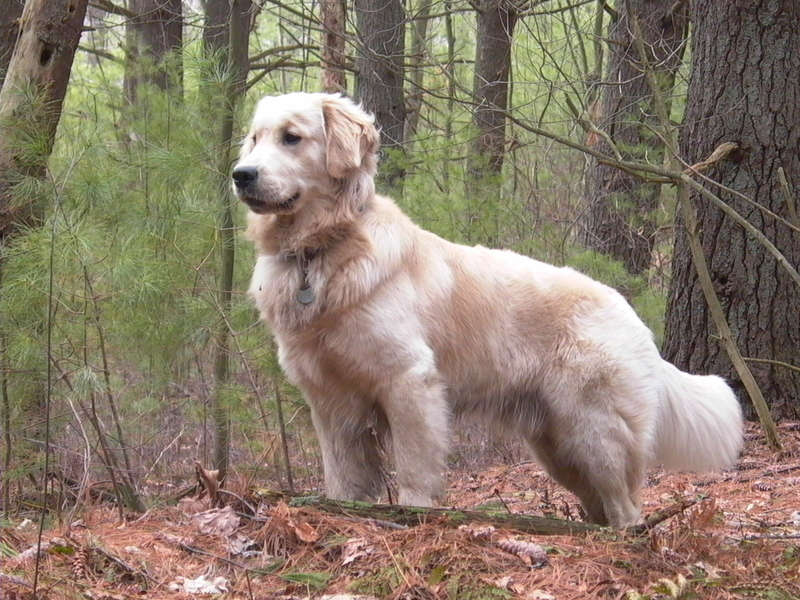
Retriever: golden retriever.

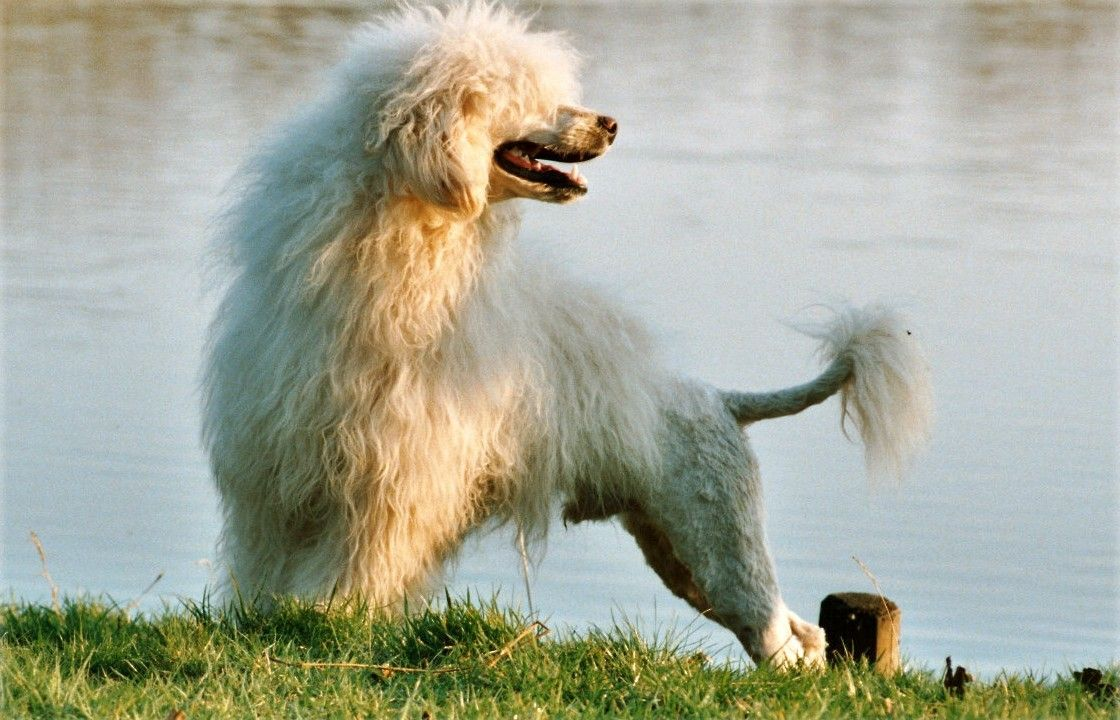
Vattenhund: portugisisk vattenhund.

### Övriga
Huvudartiklar Retriever och Vattenhund
Alla tänkbara hundtyper ryms inte i ovanstående uppräkning. Retrievrarna har sitt huvudsakliga ursprung i den utdöda St. John's Dog tillsammans med utdöda varianter av vattenspaniel. St. John's Dog har beskrivits som en mindre newfoundlandshund och kan alltså ha haft molosserinslag. Vattenspanieln skilde man tidigare från landspanieln, men det är osäkert om vattenspanieln eller vattenhundarna, dit även pudeln hör, är någon spaniel. Istället tror man att den kan ha blandat ursprung i braquehundar och östliga vallhundar.